# M77
M77或梅西耶77，也稱為NGC 1068，是位于鯨魚座的一個棒旋星系，距離地球大約4,700萬光年。M77是皮埃爾·梅尚在1780年發現的，他最初將它描述为星雲。梅尚隨後將他的發現傳達給查爾斯·梅西耶，他將這個物體列入他的目錄。梅西耶和威廉·赫歇爾都將這個星系描述為星團。現在，我們知道它是一個星系。 

## 性質
在型態分類，M77（NGC 1068）在熱拉爾·佛科留斯系統是(R)SA(rs)b，此處的'(R)'表示有外環結構，'SA'表示不是棒狀螺旋星系，'(rs)'表示過渡的內環狀結構，而'b'表示螺旋臂中度彎曲。Ann等人（2015年）將它歸類為SAa，暗示著有一個螺旋臂緊密纏繞的非棒螺旋星系。然而，紅外光的影像顯示出一個在可見光下看不到的顯著條狀特徵。由於這個原因，它現在被認為是一個棒旋星系。
M77是一個有活躍星系核（AGN）的活躍星系， 但在可見光波段被塵埃遮蔽了。分子盤和熱電漿的直徑是由VLBA和VLA使用電波測量的。隨後，使用VLT1號鏡（Antu，太陽）上的中紅外干涉儀（MIDI）在中紅外範圍內量測了核周圍的熱塵埃。它是最亮的、最靠近和最容易研究的西佛2型星系這個類型的原型。
在鲸鱼座內的X射線源1H 0244+001已經被確認就是M77。在M77只發現過一顆超新星：SN 2018ivc，是在2018年11月24日在DLT40巡天發現的。這顆超新星是II型超新星，在發現時的亮度是15等並且亮度還在增加中。

## 圖集

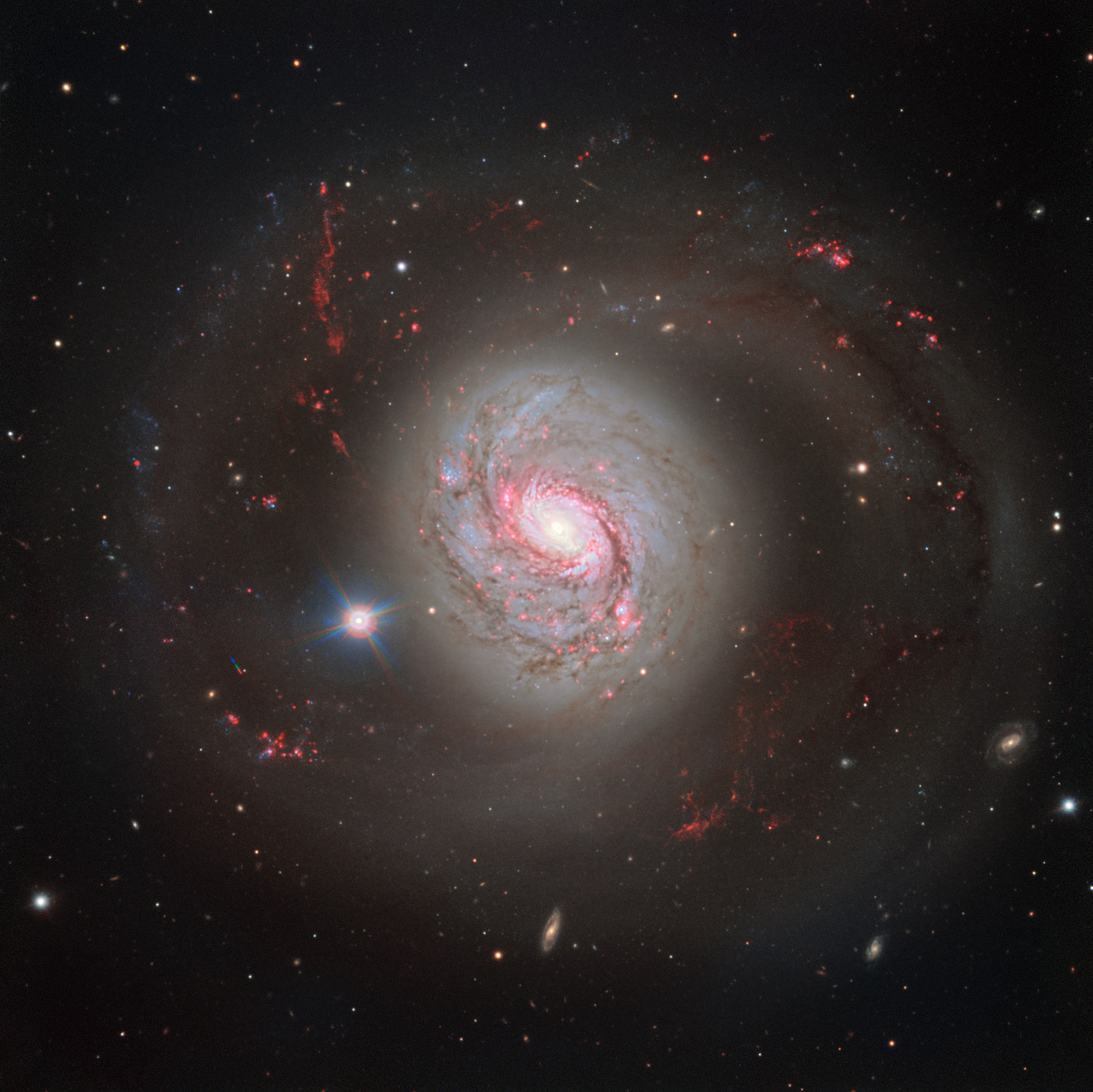
M77的影像展示了它閃閃發光的螺旋臂與交錯塵埃帶。
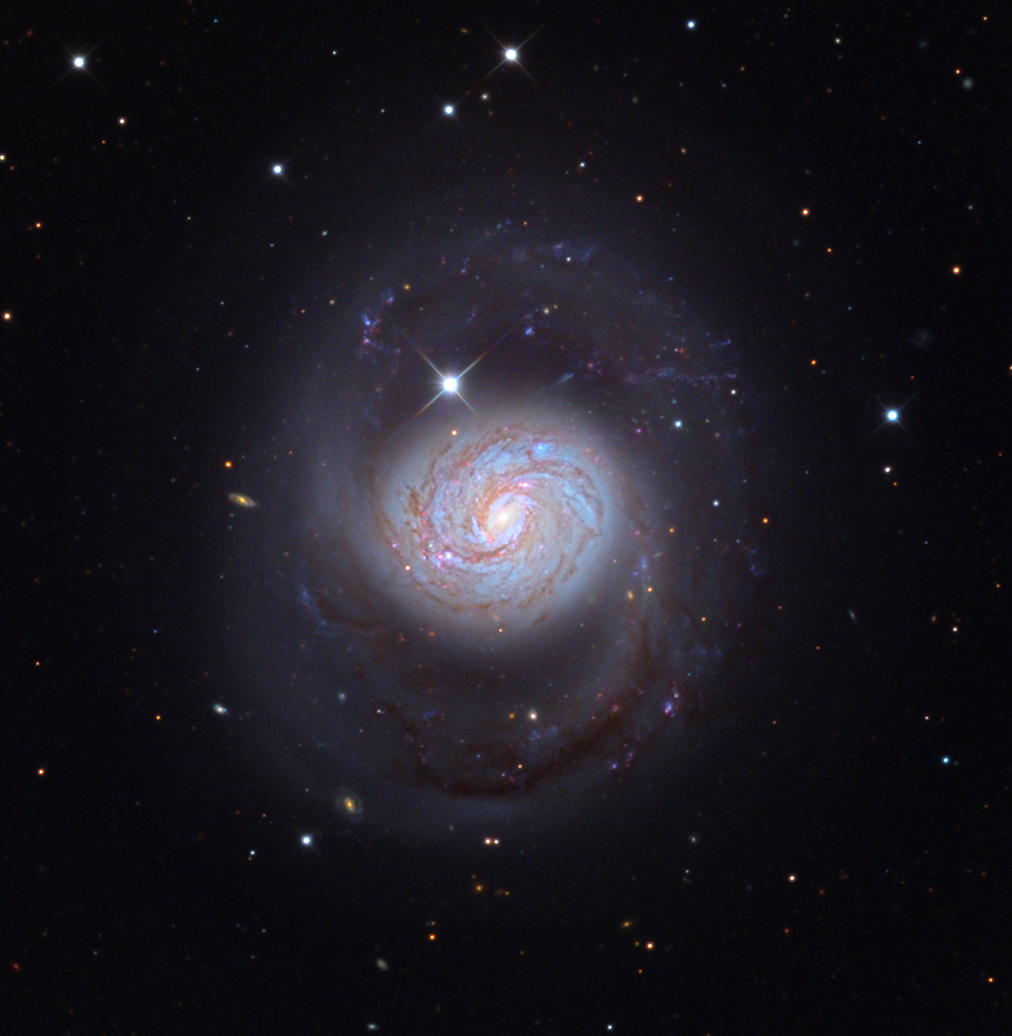
萊蒙山天文中心以寬頻（RGB）拍攝的M77。
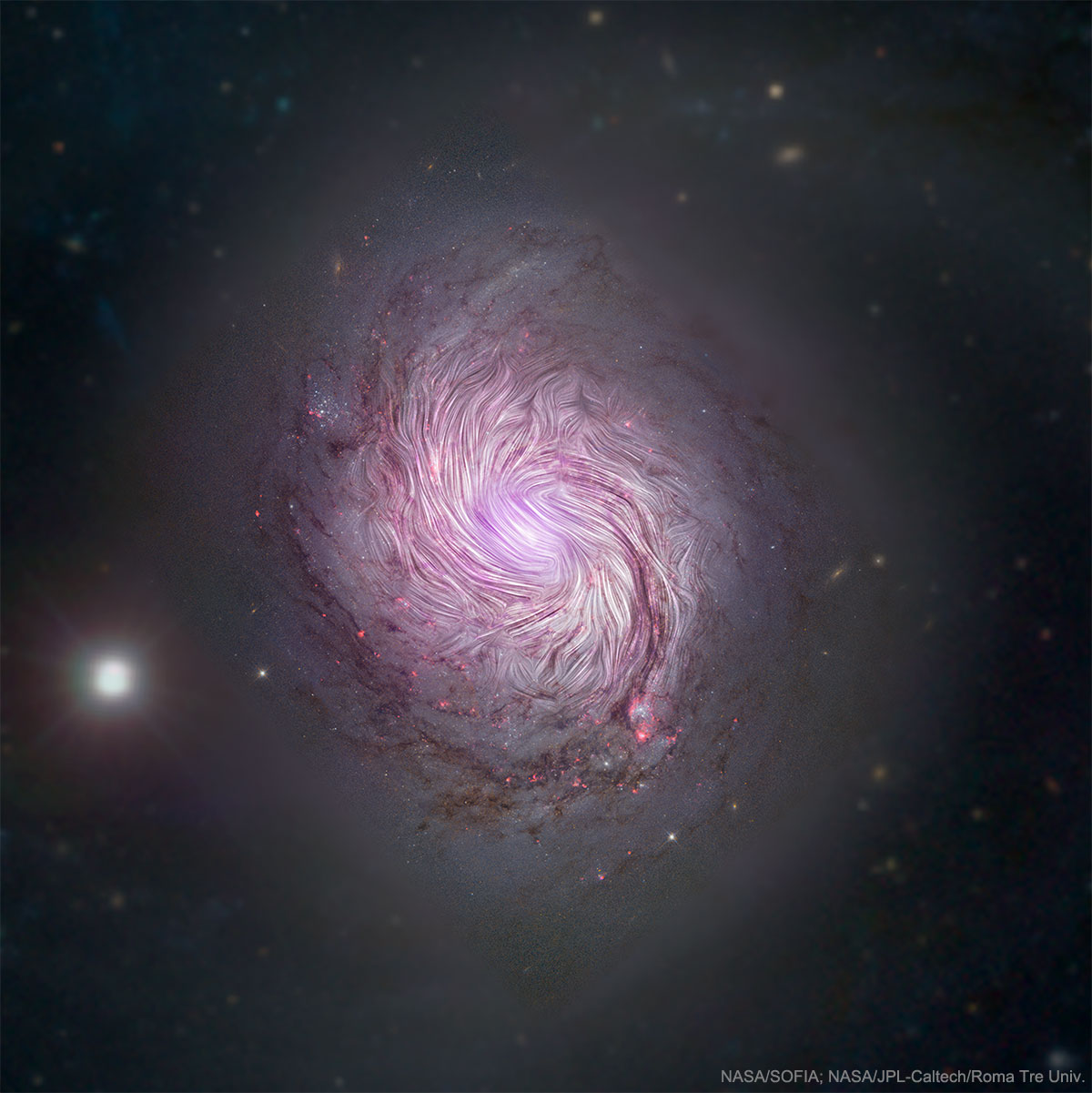
在磁場下的M77。
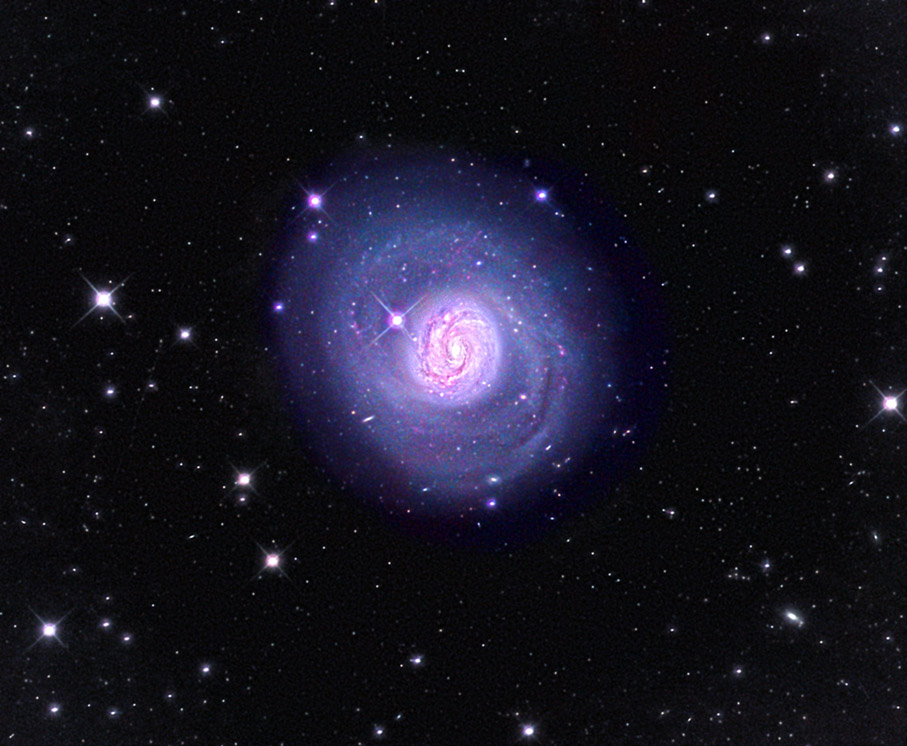
在弗吉尼亞州路易莎市使用17英吋的PlaneWave CDK成像的M77。
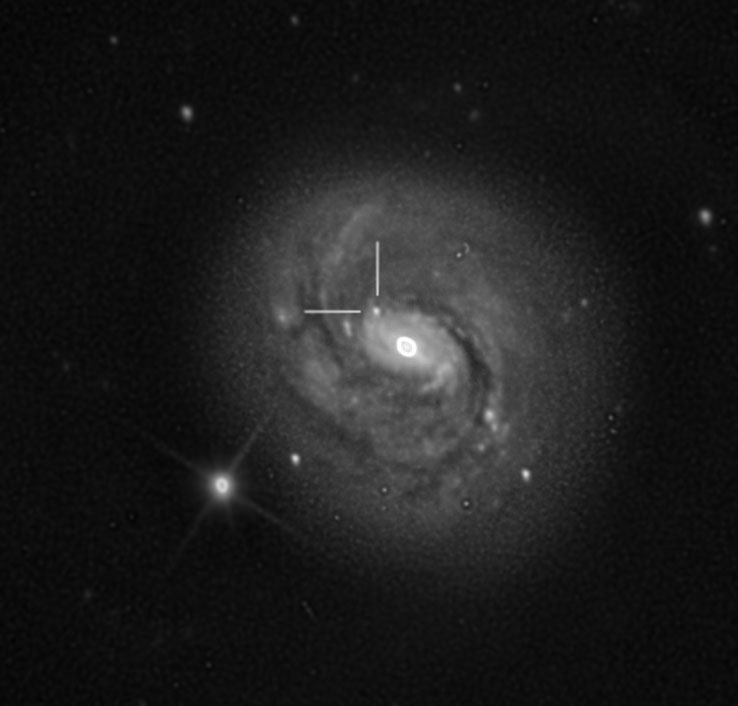
2018年11月出現在M77的II型超新星影像。弗吉尼亞州路易莎市使用16英吋AstroTech RC鏡拍攝。

## 外部連結
- WikiSky上关于M77的内容：DSS2, SDSS, GALEX, IRAS, 氢α, X射线, 天文照片, 天图, 文章和图片
- "StarDate: M77 Fact Sheet"
- Spiral Galaxy M77 @ SEDS Messier pages （页面存档备份，存于）
- VLBA image of the month: radio continuum and water masers of NGC 1068 （页面存档备份，存于）
- Press release about VLTI observations of NGC 1068
- ESO:Dazzling Spiral with an Active Heart （页面存档备份，存于） incl. Potos & Animation
- Gray, Meghan; Hardy, Liam. . Deep Sky Videos. Brady Haran.   [2020-11-27]. （原始内容存档于2020-10-10）.
- NASA Astronomy Picture of the Day: Messier 77 (10 May 2013)

| 天文學目錄       | 天文學目錄                                                | 天文學目錄 |
| ---------------- | --------------------------------------------------------- | ---------- |
| NGC天體表：      | NGC 1066 - NGC 1067 - NGC 1068 - NGC 1069 - NGC 1070      |            |
| 主要星系目录：   | PGC 10264 - PGC 10265 - PGC 10266 - PGC 10267 - PGC 10268 |            |
| 乌普萨拉总目录： | UGC 2186 - UGC 2187 - UGC 2188 - UGC 2189 - UGC 2190      |            |
| 特殊星系圖集：   | Arp 35 - Arp 36 - Arp 37 - Arp 38 - Arp 39                |            |